# ISO 3166-2:AR
Die Liste der ISO-3166-2-Codes für  Argentinien enthält die Codes für die argentinischen Provinzen.

Die Codes bestehen aus zwei Teilen, die durch einen Bindestrich voneinander getrennt sind. Der erste Teil gibt den Landescode gemäß ISO 3166-1 (für  Argentinien AR), der zweite den Code für die Provinz wieder.
Die aktuellen Codes stehen auf der Seite der ISO unter #iso:code:3166:AR zur Verfügung.

Für Argentinien bestehen diese Codes aus je einem Buchstaben aus dem spanischen Alphabet. Vor 1994 wurden diese Buchstaben auch auf den argentinischen Kfz-Kennzeichen für die Kennzeichnung der Provinz verwendet. Seit 1998 beginnen die argentinischen Postleitzahlen mit dem Code-Buchstaben der jeweiligen Provinz bzw. des Bundesdistrikts.

Provinzen in Argentinien

| Provinz              | Code |
| -------------------- | ---- |
| Stadt Buenos Aires   | AR-C |
| Provinz Buenos Aires | AR-B |
| Catamarca            | AR-K |
| Chaco                | AR-H |
| Chubut               | AR-U |
| Córdoba              | AR-X |
| Corrientes           | AR-W |
| Entre Ríos           | AR-E |
| Formosa              | AR-P |
| Jujuy                | AR-Y |
| La Pampa             | AR-L |
| La Rioja             | AR-F |
| Mendoza              | AR-M |
| Misiones             | AR-N |
| Neuquén              | AR-Q |
| Río Negro            | AR-R |
| Salta                | AR-A |
| San Juan             | AR-J |
| San Luis             | AR-D |
| Santa Cruz           | AR-Z |
| Santa Fe             | AR-S |
| Santiago del Estero  | AR-G |
| Tierra del Fuego     | AR-V |
| Tucumán              | AR-T |